# مردم هوانکا
مردم هوانکا (انگلیسی: Huanca people) از مردمان کچوا هستند که در منطقه خونین در مرکز کشور پرو زندگی می‌کنند.
این مردمان عمدتاً به زبان‌های خاوخا وانکا کچوا و وایلا وانکا کچوا صحبت می‌کنند که هر دو از زبان‌های کچوا هستند.